# محوطه لاطان
محوطه لاطان مربوط به دوران‌های تاریخی پس از اسلام است و در شهرستان شوشتر، دهستان میان آب، روستای عله واقع شده و این اثر در تاریخ ۵ آذر ۱۳۸۰ با شمارهٔ ثبت ۴۲۱۲ به‌عنوان یکی از آثار ملی ایران به ثبت رسیده است.